# Pieńki (województwo warmińsko-mazurskie)
Pieńki (niem. Stobbenorth, 1938–1945 Stobbenort) – osada w Polsce położona w województwie warmińsko-mazurskim, w powiecie oleckim, w gminie Olecko. W latach 1975–1998 miejscowość należała administracyjnie do województwa suwalskiego.
Wieś założona w 1696 r. w ramach osadnictwa szkatułowego, wyznaczając 3 włóki w pobliżu granicy z Babkami. Osadnikom przyznano prawo połowu ryb dla własnych potrzeb w Jeziorze Oleckim. Kolonizacja przebiegała chyba zbyt powolnie, bo w 1703 r. okazało się, że "wydany pierwotnie grunt zaledwie w połowie został zagospodarowany, a budynki wybudowane spłonęły". W związku z pozarem przedłużono poszkodowanym osadnikom okres wolnizny na dalsze trzy lata, ale postanowiono jednocześnie, że od św. Marcina 1708 r. będą płacić 11 marek czynszu od każdej włóki, 2 marki tzw. opłaty opiekuńczej i po 1 guldenie pogłownego.
Zobacz też: Pieńki